# Taifa Morón

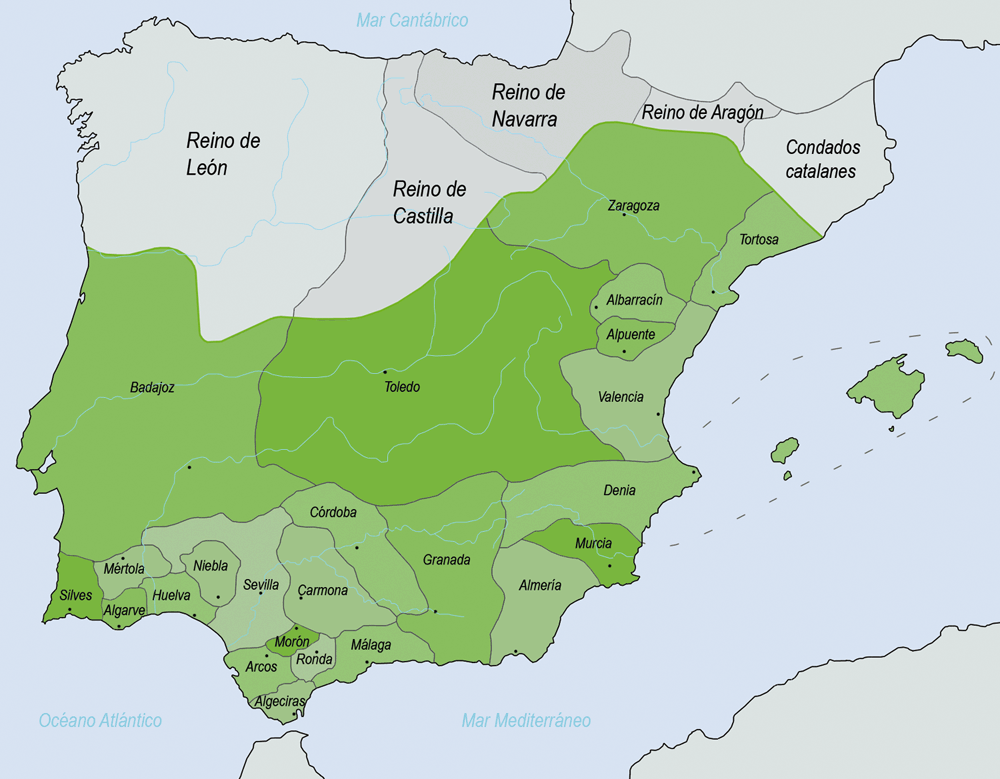
Ligging t.o.v. andere taifa's

De taifa Morón  was een emiraat (taifa) in het huidige Andalusië, in het zuiden van Spanje. De stad Morón de la Frontera (Mawrur) was de hoofdplaats van de taifa. De taifa kende een onafhankelijke periode van ca. 1010 tot 1066, toen het werd veroverd door de taifa Sevilla.
De taifa werd na de val van het kalifaat Córdoba in ca. 1010 gesticht door de familie Banu Dammar van de Berberstam Zenata, afkomstig uit Gabès. Het was ontstaan uit de kurah Mawrur (district in het kalifaat). In 1053 werd emir Mohammed ibn Nuh Izz al-Dawla, samen met de emirs van Ronda en Arcos, gevangengenomen door Al-Mu'tadid, emir van de taifa Sevilla. Hij werd in 1057 in de gevangenis geëxecuteerd. Zijn zoon Manad ibn Mohammed Imad al-Dawla verloor uiteindelijk de taifa aan deze emir.

## Lijst van emirs
Abu Dammar
- Abu Tuziri al-Dammari: ?–1013/14
- Nuh ibn Abu Tuziri: 1013/14–1041/42
- Mohammed ibn Nuh Izz al-Dawla: 1041/42–1057
- Manad ibn Mohammed Imad al-Dawla: 1057–1066
- Aan de taifa Sevilla: 1066